# Bulbophyllum echinulus
Bulbophyllum echinulus là một loài phong lan thuộc chi Bulbophyllum.